# Hakka (taal)
Hakka (Chinees: 客家话) is een gesproken variant van de Chinese talen, die vooral in het zuiden van China, op Taiwan en op Hainan wordt gesproken. Verder zijn er ook veel Hakkasprekers in het zuidoosten van Azië. De taal wordt voornamelijk gesproken door de Hakka. Hakka is niet verstaanbaar voor mensen die alleen het Mandarijn spreken en andersom.
Door migratie vanuit het oorspronkelijk taalgebied in Azië naar andere werelddelen zijn er thans over de gehele wereld verspreid ongeveer 34 miljoen mensen die de taal als moedertaal hebben. Het Hakka wordt ook gesproken door Surinamers van Chinese afkomst.
Er bestaan honderden soorten Hakka, de taal verschilt per provincie en streek. Taiwan-Hakka is soms moeilijk verstaanbaar voor sprekers van het Hongkong-Hakka. Dit geldt ook andersom.
Hakka is een van de acht belangrijkste Chinese talen. Hakka kan geschreven worden in het Chinees met een tiental aparte Chinese karakters en in het Latijnse alfabet (Taiwan Hak-kâ-fa)
In sommige films en televisieseries wordt af en toe wat Hakka gesproken. In de film "Bakery Amour" ("爱情白面包") zijn er korte stukjes waar men Hongkong-Hakka spreekt. In televisieseries uit Hongkong wordt Hakka gesproken in sommige stukken die zich afspelen in de New Territories.

## Soorten dialecten
75% van de Hakka spreekt een van de Hakka-dialecten hieronder.
- Guangdong Meizhou-Hakka (广东梅州客家话) >>Meixianhua
- Kanton Huizhou-Hakka (广东惠州客家话) >> Huizhouhua
- Noord-Kanton-Hakka (粤北大部分客家地区客家话) >> Yuebei-Hakka
- Kanton Zhujiang-Hakka (广东珠三角客家话), West-Kanton-Hakka (粤西客家话), Guangxi-Hakka (广西客家话) >> Yuexi-Hakka
- Hongkong-Hakka en Macau-Hakka (港、澳客家话) >> Hongkong-Hakka
- Jiangxi Zuid-Ganzhou-Hakka (江西赣州南部客家话) >> Zuid-Ganzhou-Hakka
- Jiangxi Noord- en Midden-Ganzhou-Hakka (江西赣州中北部客家话) >> Noord- en Midden-Ganzhou-Hakka
- Zuid-Fujian (福建龙岩客家地区南部) en Hainan-Hakka (海南客家话) >> Fujian-Hakka
- Sichuan Chongqing-Hakka (四川重庆客家话) >> Chongqing-Hakka
- Taiwan-Hakka (台湾客家话) >> Taiwan-Hakka
- Zuidoost-Azië-Hakka (东南亚客家话)>> Nanyang-Hakka

andere Hakka-dialecten zijn:
- Bao'an-Hakka
- Dongguanhua
- Aihua
- Borneo Hakka

## Taiwan
Op Taiwan wordt door de Hakka het Taiwan-Hakka gesproken, dat voor de Hakka op het vasteland van China meestal onverstaanbaar is.

## Gebruik
Bijna alle Hakka op de wereld spreken een Hakkadialect. Vele karaokeliedjes uit Maleisië zijn gezongen in het Zuidoost-Aziatische Hakka dialect. Het Zuidoost-Aziatische Hakka lijkt heel erg op het dialect Dapeng. Het Taiwan-Hakka is te horen op de Taiwanese televisiezender Hakka TV en soms ook op TTV uit Los Angeles, Verenigde Staten.

## Woordenboek en grammatica
- (nl)  Simon Hartwich Schaank (1897). Het Loeh-foeng-dialect. E.J. Brill, BOEKHANDEL EN DRUKKERIJ VOORHEEN E. J. BRILL LEIDEN, pp. 226. Geraadpleegd op 1 maart 2012.